# Liga Mundial de Voleibol de 2009

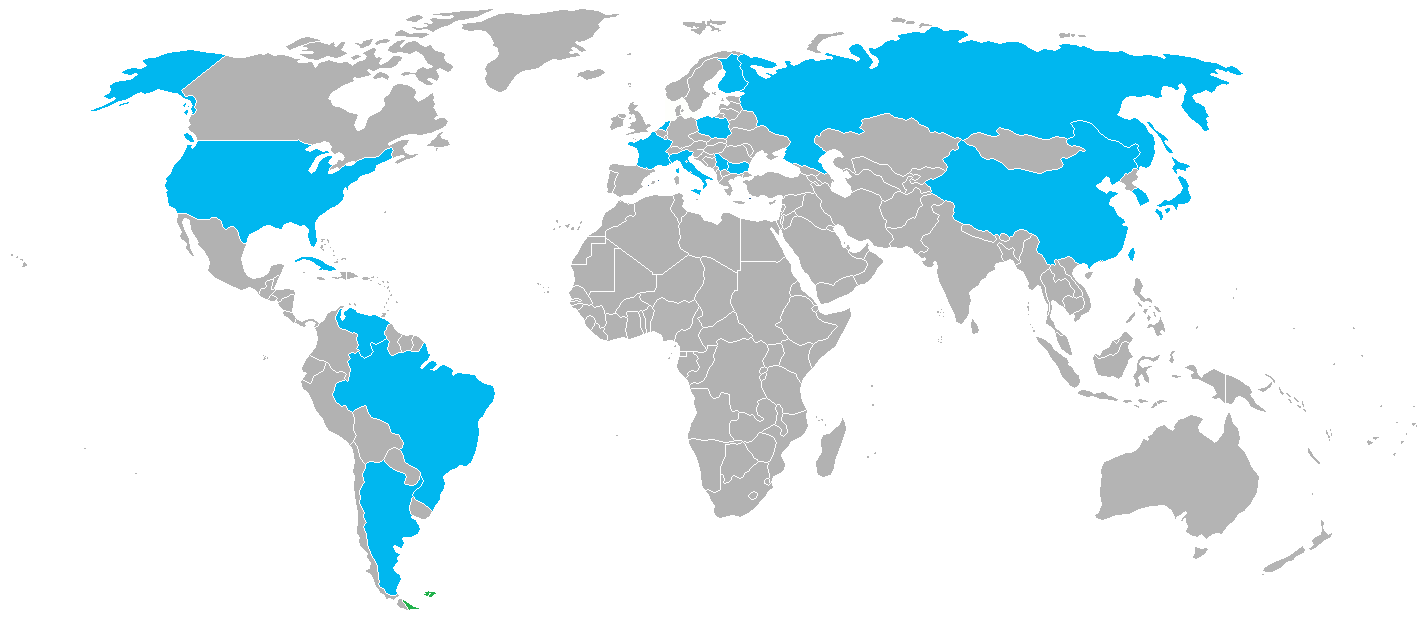
Países participantes da Liga Mundial de 2009.

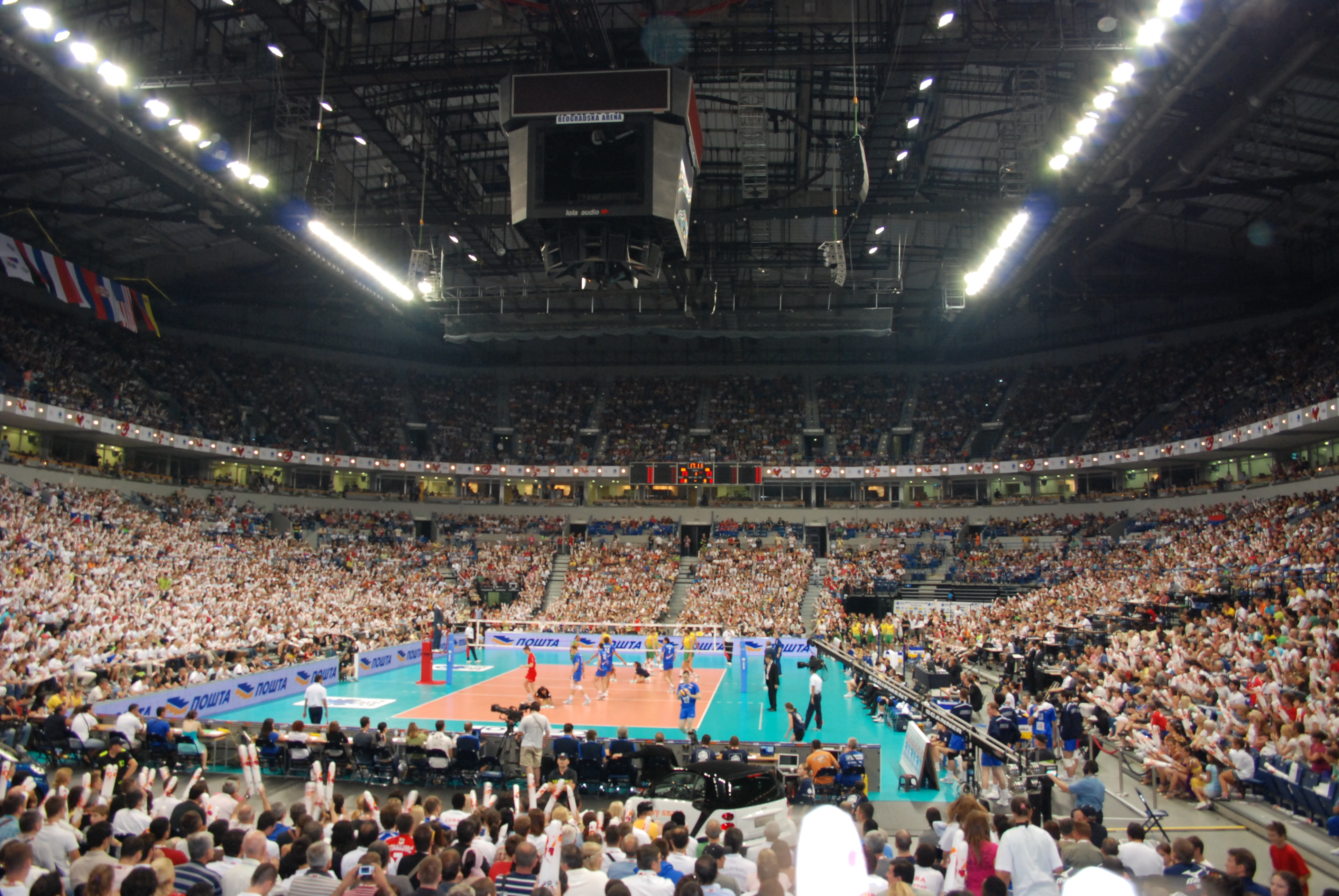
Partida final entre Sérvia e Brasil com 22.680 espectadores na Beogradska Arena.

A Liga Mundial de Voleibol de 2009 foi a 20ª edição do torneio anual de voleibol masculino promovido pela Federação Internacional de Voleibol (FIVB).
Consistindo de duas fases, as dezesseis equipes participantes disputaram a etapa intercontinental com início a 12 de junho e encerramento a 19 de julho. A equipes classificadas disputaram a fase final em Belgrado, na Sérvia, entre 22 e 26 de julho.
O Brasil conquistou o título ao derrotar a Sérvia na decisão por 3 sets a 2. Com a conquista, a equipe brasileira tornou-se a maior vencedora da Liga Mundial com oito títulos, igualando o feito da Itália.

## Fórmula de disputa
Com a mesma fórmula de disputa dos últimos anos, as dezesseis equipes participantes foram divididas em quatro grupos de quatro na fase intercontinental, disputada durante os meses de junho e julho. Nesta fase, cada equipe realiza dois jogos semanais entre as equipes do grupo, sendo um em casa e outro na casa adversária, totalizando 12 jogos.
As quatro equipes de cada grupo que finalizaram com o maior número de pontos na fase intercontinental, mais a seleção do país-sede e a melhor equipe entre os segundos colocados, disputaram a fase final na Sérvia. Nesta última fase, as seis equipes foram divididas em dois grupos de três equipes cada, pelas quais realizaram duas partidas entre os adversários do grupo. As duas primeiras colocadas de cada grupo avançaram às semifinais e posteriormente à final.

## Equipes participantes
Quatorze das dezesseis equipes participantes da edição de 2008 foram confirmadas para a edição 2009. Espanha e Egito não foram convidadas por terem sido as equipes com a pior média de público durante a última edição e foram substituídas por Argentina e Países Baixos.. As duas equipes com a pior média de público na fase intercontinental serão substituídas por duas novas equipes na edição 2010 como ficou acordado pelo conselho do torneio em 2007
| Grupo A                                           | Grupo B                                       | Grupo C                            | Grupo D                                    |
| ------------------------------------------------- | --------------------------------------------- | ---------------------------------- | ------------------------------------------ |
| Estados Unidos · Itália · China · Países Baixos · | Sérvia · França · Coreia do Sul · Argentina · | Rússia · Bulgária · Japão · Cuba · | Brasil · Polônia · Finlândia · Venezuela · |

## Sistema de pontuação
Para esta edição da Liga Mundial a FIVB adotou um novo sistema de pontuação para definir a classificação entre os grupos. Jogos que finalizaram em 3 sets a 0 ou 3 a 1 deram 3 pontos para a equipe vencedora e nenhum ponto para a perdedora. Jogos ganhos por 3 sets a 2 deram 2 pontos a equipe vitoriosa e 1 ponto a equipe derrotada. Em caso de empate em número de pontos, os critérios de desempate foram: maior número de vitórias, points average (média dos pontos conquistados pelos sofridos) e por fim sets average (média dos sets conquistados pelos sofridos).

## Fase intercontinental
O programa de partidas foi aprovado pela FIVB em 16 de fevereiro de 2009.

### Grupo A
|     |                |     | Jogos | Jogos | Jogos | Pontos | Pontos | Pontos | Sets | Sets | Sets  |
| Pos | Equipe         | Pts | T     | V     | D     | V      | P      | R      | V    | P    | R     |
| --- | -------------- | --- | ----- | ----- | ----- | ------ | ------ | ------ | ---- | ---- | ----- |
| 1   | Estados Unidos | 27  | 12    | 9     | 3     | 1076   | 989    | 1.088  | 30   | 15   | 2,000 |
| 2   | Itália         | 22  | 12    | 8     | 4     | 1030   | 951    | 1.083  | 27   | 17   | 1.588 |
| 3   | Países Baixos  | 13  | 12    | 4     | 8     | 916    | 993    | 0.922  | 16   | 26   | 0.615 |
| 4   | China          | 10  | 12    | 3     | 9     | 923    | 1012   | 0.912  | 14   | 29   | 0.483 |

#### 1ª rodada
| Data        | Equipe #1     | Placar | Equipe #2      | 1º Set | 2º Set | 3º Set | 4º Set | 5º Set | Total  | Cidade  | Público |
| ----------- | ------------- | ------ | -------------- | ------ | ------ | ------ | ------ | ------ | ------ | ------- | ------- |
| 12 de junho | Itália        | 3–0    | China          | 25:16  | 25:12  | 25:16  |        |        | 75:44  | Verona  | 2.065   |
| 13 de junho | Países Baixos | 3–0    | Estados Unidos | 25:22  | 25:19  | 26:24  |        |        | 76:65  | Roterdã | 2.944   |
| 13 de junho | Itália        | 0–3    | China          | 21:25  | 23:25  | 32:34  |        |        | 76:84  | Verona  | 1.950   |
| 14 de junho | Países Baixos | 2–3    | Estados Unidos | 16:25  | 32:30  | 17:25  | 25:20  | 6:15   | 96:115 | Roterdã | 2.967   |

#### 2ª rodada
| Data        | Equipe #1     | Placar | Equipe #2      | 1º Set | 2º Set | 3º Set | 4º Set | 5º Set | Total  | Cidade    | Público |
| ----------- | ------------- | ------ | -------------- | ------ | ------ | ------ | ------ | ------ | ------ | --------- | ------- |
| 19 de junho | Itália        | 1–3    | Estados Unidos | 21:25  | 28:30  | 25:21  | 21:25  |        | 95:101 | Florença  | 5.500   |
| 19 de junho | Países Baixos | 3–0    | China          | 26:24  | 28:26  | 25:20  |        |        | 79:70  | Apeldoorn | 4.550   |
| 21 de junho | Itália        | 1–3    | Estados Unidos | 19:25  | 25:18  | 22:25  | 20:25  |        | 86:93  | Catania   | 4.580   |
| 21 de junho | Países Baixos | 3–0    | China          | 25:18  | 25:20  | 25:15  |        |        | 75:53  | Apeldoorn | 5.200   |

#### 3ª rodada
| Data        | Equipe #1      | Placar | Equipe #2 | 1º Set | 2º Set | 3º Set | 4º Set | 5º Set | Total  | Cidade    | Público |
| ----------- | -------------- | ------ | --------- | ------ | ------ | ------ | ------ | ------ | ------ | --------- | ------- |
| 26 de junho | Estados Unidos | 3–0    | China     | 25:20  | 25:19  | 25:21  |        |        | 75:60  | San José  | 4.315   |
| 27 de junho | Países Baixos  | 2–3    | Itália    | 25:21  | 25:23  | 19:25  | 15:25  | 9:15   | 94:109 | Eindhoven | 3.000   |
| 27 de junho | Estados Unidos | 3–0    | China     | 25:20  | 25:23  | 25:22  |        |        | 75:65  | San José  | 5.000   |
| 28 de junho | Países Baixos  | 0–3    | Itália    | 23:25  | 15:25  | 20:25  |        |        | 58:75  | Eindhoven | 3.350   |

#### 4ª rodada
| Data       | Equipe #1 | Placar | Equipe #2      | 1º Set | 2º Set | 3º Set | 4º Set | 5º Set | Total   | Cidade  | Público |
| ---------- | --------- | ------ | -------------- | ------ | ------ | ------ | ------ | ------ | ------- | ------- | ------- |
| 3 de julho | Itália    | 3–0    | Países Baixos  | 25:19  | 25:19  | 25:22  |        |        | 75:60   | Mantova | 3.975   |
| 4 de julho | China     | 3–2    | Estados Unidos | 25:19  | 27:29  | 18:25  | 26:24  | 15:12  | 111:109 | Nanjing | 3.600   |
| 5 de julho | Itália    | 3–0    | Países Baixos  | 25:23  | 25:20  | 25:23  |        |        | 75:66   | Modena  | 4.100   |
| 5 de julho | China     | 1–3    | Estados Unidos | 18:25  | 25:20  | 21:25  | 12:25  |        | 76:95   | Nanjing | 3.750   |

#### 5ª rodada
| Data        | Equipe #1      | Placar | Equipe #2     | 1º Set | 2º Set | 3º Set | 4º Set | 5º Set | Total   | Cidade       | Público |
| ----------- | -------------- | ------ | ------------- | ------ | ------ | ------ | ------ | ------ | ------- | ------------ | ------- |
| 10 de julho | Estados Unidos | 1–3    | Itália        | 25:20  | 20:25  | 22:25  | 24:26  |        | 91:96   | Hoffman Est. | 4.310   |
| 11 de julho | China          | 2–3    | Países Baixos | 18:25  | 25:19  | 27:29  | 25:11  | 22:24  | 117:108 | Nanjing      | 4.370   |
| 11 de julho | Estados Unidos | 3–1    | Itália        | 25:19  | 18:25  | 25:23  | 25:21  |        | 93:88   | Hoffman Est. | 4.183   |
| 12 de julho | China          | 3–0    | Países Baixos | 25:21  | 25:20  | 25:23  |        |        | 75:64   | Nanjing      | 3.390   |

#### 6ª rodada
| Data        | Equipe #1      | Placar | Equipe #2     | 1º Set | 2º Set | 3º Set | 4º Set | 5º Set | Total   | Cidade  | Público |
| ----------- | -------------- | ------ | ------------- | ------ | ------ | ------ | ------ | ------ | ------- | ------- | ------- |
| 17 de julho | China          | 0–3    | Itália        | 23:25  | 18:25  | 17:25  |        |        | 58:75   | Nanjing | 4.260   |
| 17 de julho | Estados Unidos | 3–0    | Países Baixos | 25:21  | 32:30  | 31:29  |        |        | 88:80   | Wichita | 4.475   |
| 18 de julho | China          | 2–3    | Itália        | 26:28  | 25:21  | 25:17  | 21:25  | 13:15  | 110:106 | Nanjing | 4.030   |
| 18 de julho | Estados Unidos | 3–0    | Países Baixos | 25:19  | 25:18  | 26:24  |        |        | 76:61   | Wichita | 4.825   |

### Grupo B
|     |               |     | Jogos | Jogos | Jogos | Pontos | Pontos | Pontos | Sets | Sets | Sets  |
| Pos | Equipe        | Pts | T     | V     | D     | V      | P      | R      | V    | P    | R     |
| --- | ------------- | --- | ----- | ----- | ----- | ------ | ------ | ------ | ---- | ---- | ----- |
| 1   | Sérvia        | 24  | 12    | 8     | 4     | 1079   | 1028   | 1.050  | 27   | 20   | 1.350 |
| 2   | Argentina     | 21  | 12    | 7     | 5     | 1193   | 1186   | 1.006  | 29   | 25   | 1.160 |
| 3   | França        | 18  | 12    | 6     | 6     | 1117   | 1125   | 0.993  | 26   | 24   | 1.083 |
| 4   | Coreia do Sul | 9   | 12    | 3     | 9     | 1101   | 1151   | 0.957  | 18   | 31   | 0.581 |

#### 1ª rodada
| Data        | Equipe #1     | Placar | Equipe #2 | 1º Set | 2º Set | 3º Set | 4º Set | 5º Set | Total   | Cidade   | Público |
| ----------- | ------------- | ------ | --------- | ------ | ------ | ------ | ------ | ------ | ------- | -------- | ------- |
| 12 de junho | Sérvia        | 0–3    | França    | 22:25  | 17:25  | 27:29  |        |        | 66:79   | Nis      | 4.100   |
| 13 de junho | Coreia do Sul | 3–2    | Argentina | 20:25  | 25:22  | 34:36  | 25:16  | 15:13  | 119:112 | Suwon    | 4.800   |
| 14 de junho | Coreia do Sul | 2–3    | Argentina | 25:21  | 21:25  | 25:19  | 20:25  | 12:15  | 103:105 | Suwon    | 5.100   |
| 14 de junho | Sérvia        | 3–1    | França    | 25:19  | 25:22  | 19:25  | 25:23  |        | 94:89   | Belgrado | 3.000   |

#### 2ª rodada
| Data        | Equipe #1     | Placar | Equipe #2 | 1º Set | 2º Set | 3º Set | 4º Set | 5º Set | Total   | Cidade | Público |
| ----------- | ------------- | ------ | --------- | ------ | ------ | ------ | ------ | ------ | ------- | ------ | ------- |
| 19 de junho | França        | 2–3    | Argentina | 19:25  | 25:19  | 25:22  | 20:25  | 9:15   | 98:106  | Lyon   | 5.000   |
| 20 de junho | Coreia do Sul | 1–3    | Sérvia    | 25:14  | 27:29  | 18:25  | 18:25  |        | 88:93   | Jeonju | 5.500   |
| 21 de junho | França        | 3–2    | Argentina | 25:21  | 26:24  | 19:25  | 22:25  | 15:9   | 107:104 | Nice   | 3.800   |
| 21 de junho | Coreia do Sul | 3–0    | Sérvia    | 25:22  | 28:26  | 25:22  |        |        | 78:70   | Jeonju | 5.900   |

#### 3ª rodada
| Data        | Equipe #1 | Placar | Equipe #2     | 1º Set | 2º Set | 3º Set | 4º Set | 5º Set | Total   | Cidade      | Público |
| ----------- | --------- | ------ | ------------- | ------ | ------ | ------ | ------ | ------ | ------- | ----------- | ------- |
| 26 de junho | Sérvia    | 2–3    | Argentina     | 25:20  | 22:25  | 25:18  | 23:25  | 13:15  | 108:103 | Belgrado    | 5.125   |
| 26 de junho | França    | 3–1    | Coreia do Sul | 25:18  | 25:19  | 16:25  | 25:21  |        | 91:83   | Montpellier | 2.500   |
| 28 de junho | Sérvia    | 3–0    | Argentina     | 25:15  | 27:25  | 25:19  |        |        | 77:59   | Novi Sad    | 6.850   |
| 28 de junho | França    | 3–2    | Coreia do Sul | 25:23  | 24:26  | 34:32  | 20:25  | 15:10  | 118:116 | Toulouse    | 3.950   |

#### 4ª rodada
| Data       | Equipe #1 | Placar | Equipe #2     | 1º Set | 2º Set | 3º Set | 4º Set | 5º Set | Total   | Cidade       | Público |
| ---------- | --------- | ------ | ------------- | ------ | ------ | ------ | ------ | ------ | ------- | ------------ | ------- |
| 3 de julho | França    | 1–3    | Sérvia        | 22:25  | 21:25  | 25:15  | 19:25  |        | 87:90   | Paris        | 5.075   |
| 4 de julho | Argentina | 2–3    | Coreia do Sul | 30:32  | 20:25  | 25:21  | 25:22  | 10:15  | 110:115 | Buenos Aires | 8.000   |
| 5 de julho | França    | 1–3    | Sérvia        | 16:25  | 14:25  | 25:21  | 20:25  |        | 75:96   | Liévin       | 2.010   |
| 5 de julho | Argentina | 3–0    | Coreia do Sul | 31:29  | 25:20  | 25:23  |        |        | 81:72   | Buenos Aires | 8.650   |

#### 5ª rodada
| Data        | Equipe #1     | Placar | Equipe #2 | 1º Set | 2º Set | 3º Set | 4º Set | 5º Set | Total   | Cidade  | Público |
| ----------- | ------------- | ------ | --------- | ------ | ------ | ------ | ------ | ------ | ------- | ------- | ------- |
| 10 de julho | Argentina     | 3–1    | Sérvia    | 25:22  | 27:25  | 21:25  | 25:18  |        | 98:90   | Formosa | 5.850   |
| 11 de julho | Coreia do Sul | 0–3    | França    | 14:25  | 24:26  | 20:25  |        |        | 58:76   | Cheonan | 5.600   |
| 11 de julho | Argentina     | 2–3    | Sérvia    | 25:16  | 21:25  | 25:21  | 20:25  | 10:15  | 101:102 | Formosa | 6.500   |
| 12 de julho | Coreia do Sul | 1–3    | França    | 21:25  | 25:21  | 29:31  | 23:25  |        | 98:102  | Cheonan | 5.300   |

#### 6ª rodada
| Data        | Equipe #1 | Placar | Equipe #2     | 1º Set | 2º Set | 3º Set | 4º Set | 5º Set | Total   | Cidade   | Público |
| ----------- | --------- | ------ | ------------- | ------ | ------ | ------ | ------ | ------ | ------- | -------- | ------- |
| 16 de julho | Argentina | 3–1    | França        | 28:26  | 25:21  | 21:25  | 25:18  |        | 99:90   | San Juan | 9.000   |
| 17 de julho | Sérvia    | 3–1    | Coreia do Sul | 20:25  | 25:19  | 25:20  | 25:22  |        | 95:86   | Nis      | 2.900   |
| 17 de julho | Argentina | 3–2    | França        | 32:30  | 22:25  | 21:25  | 25:18  | 15:7   | 115:105 | San Juan | 9.000   |
| 19 de julho | Sérvia    | 3–1    | Coreia do Sul | 23:25  | 25:17  | 25:21  | 25:22  |        | 98:85   | Belgrado | 2.100   |

### Grupo C
|     |          |     | Jogos | Jogos | Jogos | Pontos | Pontos | Pontos | Sets | Sets | Sets  |
| Pos | Equipe   | Pts | T     | V     | D     | V      | P      | R      | V    | P    | R     |
| --- | -------- | --- | ----- | ----- | ----- | ------ | ------ | ------ | ---- | ---- | ----- |
| 1   | Cuba     | 26  | 12    | 8     | 4     | 1099   | 1001   | 1.098  | 30   | 17   | 1.765 |
| 2   | Rússia   | 23  | 12    | 8     | 4     | 1046   | 988    | 1.059  | 28   | 17   | 1.647 |
| 3   | Bulgária | 15  | 12    | 5     | 7     | 1048   | 1084   | 0.967  | 20   | 26   | 0.769 |
| 4   | Japão    | 8   | 12    | 3     | 9     | 943    | 1063   | 0.887  | 13   | 31   | 0.419 |

#### 1ª rodada
| Data        | Equipe #1 | Placar | Equipe #2 | 1º Set | 2º Set | 3º Set | 4º Set | 5º Set | Total  | Cidade     | Público |
| ----------- | --------- | ------ | --------- | ------ | ------ | ------ | ------ | ------ | ------ | ---------- | ------- |
| 12 de junho | Cuba      | 3–1    | Bulgária  | 24:26  | 29:27  | 25:18  | 25:22  |        | 103:93 | Havana     | 12.500  |
| 13 de junho | Japão     | 0–3    | Rússia    | 22:25  | 23:25  | 16:25  |        |        | 61:75  | Tokorozawa | 3.997   |
| 13 de junho | Cuba      | 3–1    | Bulgária  | 25:19  | 23:25  | 25:21  | 25:20  |        | 98:85  | Havana     | 10.000  |
| 14 de junho | Japão     | 1–3    | Rússia    | 22:25  | 22:25  | 25:22  | 12:25  |        | 81:97  | Tokorozawa | 3.895   |

#### 2ª rodada
| Data        | Equipe #1 | Placar | Equipe #2 | 1º Set | 2º Set | 3º Set | 4º Set | 5º Set | Total   | Cidade | Público |
| ----------- | --------- | ------ | --------- | ------ | ------ | ------ | ------ | ------ | ------- | ------ | ------- |
| 19 de junho | Cuba      | 3–2    | Rússia    | 25:18  | 24:26  | 22:25  | 25:23  | 15:11  | 111:103 | Havana | 15.000  |
| 20 de junho | Bulgária  | 3–1    | Japão     | 26:24  | 19:25  | 25:21  | 25:22  |        | 95:92   | Varna  | 4.150   |
| 20 de junho | Cuba      | 2–3    | Rússia    | 21:25  | 25:19  | 25:18  | 20:25  | 13:15  | 104:102 | Havana | 15.000  |
| 21 de junho | Bulgária  | 1–3    | Japão     | 16:25  | 25:14  | 24:26  | 21:25  |        | 86:90   | Varna  | 3.350   |

#### 3ª rodada
| Data        | Equipe #1 | Placar | Equipe #2 | 1º Set | 2º Set | 3º Set | 4º Set | 5º Set | Total | Cidade     | Público |
| ----------- | --------- | ------ | --------- | ------ | ------ | ------ | ------ | ------ | ----- | ---------- | ------- |
| 27 de junho | Japão     | 0–3    | Cuba      | 22:25  | 19:25  | 25:27  |        |        | 66:77 | Toyama     | 4.600   |
| 27 de junho | Rússia    | 1–3    | Bulgária  | 29:31  | 25:16  | 23:25  | 20:25  |        | 97:97 | Khabarovsk | 6.895   |
| 28 de junho | Japão     | 0–3    | Cuba      | 22:25  | 21:25  | 18:25  |        |        | 61:75 | Toyama     | 4.200   |
| 28 de junho | Rússia    | 3–0    | Bulgária  | 25:22  | 25:18  | 25:22  |        |        | 75:62 | Khabarovsk | 6.921   |

#### 4ª rodada
| Data       | Equipe #1 | Placar | Equipe #2 | 1º Set | 2º Set | 3º Set | 4º Set | 5º Set | Total   | Cidade     | Público |
| ---------- | --------- | ------ | --------- | ------ | ------ | ------ | ------ | ------ | ------- | ---------- | ------- |
| 4 de julho | Japão     | 1–3    | Bulgária  | 23:25  | 25:23  | 29:31  | 26:28  |        | 103:107 | Tóquio     | 4.200   |
| 4 de julho | Rússia    | 3–2    | Cuba      | 25:14  | 24:26  | 19:25  | 25:23  | 25:23  | 118:111 | Khabarovsk | 7.100   |
| 5 de julho | Japão     | 3–2    | Bulgária  | 26:24  | 13:25  | 21:25  | 25:23  | 15:13  | 100:110 | Tóquio     | 4.100   |
| 5 de julho | Rússia    | 0–3    | Cuba      | 19:25  | 17:25  | 21:25  |        |        | 57:75   | Khabarovsk | 7.100   |

#### 5ª rodada
| Data        | Equipe #1 | Placar | Equipe #2 | 1º Set | 2º Set | 3º Set | 4º Set | 5º Set | Total   | Cidade | Público |
| ----------- | --------- | ------ | --------- | ------ | ------ | ------ | ------ | ------ | ------- | ------ | ------- |
| 10 de julho | Rússia    | 3–0    | Japão     | 25:19  | 25:12  | 25:22  |        |        | 75:53   | Surgut | 5.500   |
| 11 de julho | Bulgária  | 3–2    | Cuba      | 13:25  | 23:25  | 25:23  | 26:24  | 15:10  | 102:107 | Varna  | 6.550   |
| 11 de julho | Rússia    | 1–3    | Japão     | 23:25  | 23:25  | 25:22  | 21:25  |        | 92:97   | Surgut | 4.450   |
| 12 de julho | Bulgária  | 3–0    | Cuba      | 25:22  | 25:21  | 25:21  |        |        | 75:66   | Varna  | 5.800   |

#### 6ª rodada
| Data        | Equipe #1 | Placar | Equipe #2 | 1º Set | 2º Set | 3º Set | 4º Set | 5º Set | Total | Cidade | Público |
| ----------- | --------- | ------ | --------- | ------ | ------ | ------ | ------ | ------ | ----- | ------ | ------- |
| 17 de julho | Bulgária  | 0–3    | Rússia    | 21:25  | 27:29  | 24:26  |        |        | 72:80 | Varna  | 6.950   |
| 17 de julho | Cuba      | 3–0    | Japão     | 25:19  | 25:13  | 25:21  |        |        | 75:53 | Havana | 14.600  |
| 18 de julho | Bulgária  | 0–3    | Rússia    | 21:25  | 22:25  | 21:25  |        |        | 64:75 | Varna  | 6.750   |
| 18 de julho | Cuba      | 3–1    | Japão     | 25:17  | 27:25  | 22:25  | 25:19  |        | 99:86 | Havana | 13.600  |

### Grupo D
|     |           |     | Jogos | Jogos | Jogos | Pontos | Pontos | Pontos | Sets | Sets | Sets  |
| Pos | Equipe    | Pts | T     | V     | D     | V      | P      | R      | V    | P    | R     |
| --- | --------- | --- | ----- | ----- | ----- | ------ | ------ | ------ | ---- | ---- | ----- |
| 1   | Brasil    | 33  | 12    | 11    | 1     | 1008   | 809    | 1.246  | 35   | 6    | 5.833 |
| 2   | Finlândia | 21  | 12    | 7     | 5     | 1059   | 1066   | 0.993  | 25   | 22   | 1.136 |
| 3   | Polônia   | 13  | 12    | 5     | 7     | 959    | 994    | 0.965  | 18   | 26   | 0.692 |
| 4   | Venezuela | 5   | 12    | 1     | 11    | 876    | 1033   | 0.848  | 9    | 33   | 0.273 |

#### 1ª rodada
| Data        | Equipe #1 | Placar | Equipe #2 | 1º Set | 2º Set | 3º Set | 4º Set | 5º Set | Total | Cidade    | Público |
| ----------- | --------- | ------ | --------- | ------ | ------ | ------ | ------ | ------ | ----- | --------- | ------- |
| 12 de junho | Venezuela | 3–0    | Finlândia | 27:25  | 25:21  | 25:22  |        |        | 77:68 | Caracas   | 6.900   |
| 13 de junho | Brasil    | 3–1    | Polônia   | 23:25  | 25:18  | 25:20  | 25:19  |        | 98:82 | São Paulo | 10.931  |
| 14 de junho | Brasil    | 3–0    | Polônia   | 25:20  | 25:20  | 25:15  |        |        | 75:55 | São Paulo | 10.900  |
| 14 de junho | Venezuela | 1–3    | Finlândia | 23:25  | 22:25  | 25:22  | 23:25  |        | 93:97 | Caracas   | 9.700   |

#### 2ª rodada
| Data        | Equipe #1 | Placar | Equipe #2 | 1º Set | 2º Set | 3º Set | 4º Set | 5º Set | Total   | Cidade   | Público |
| ----------- | --------- | ------ | --------- | ------ | ------ | ------ | ------ | ------ | ------- | -------- | ------- |
| 19 de junho | Brasil    | 3–2    | Finlândia | 25:22  | 26:28  | 25:16  | 23:25  | 15:9   | 114:100 | Brasília | 10.000  |
| 19 de junho | Venezuela | 2–3    | Polônia   | 25:21  | 19:25  | 25:20  | 25:27  | 11:15  | 105:108 | Caracas  | 5.500   |
| 20 de junho | Brasil    | 3–0    | Finlândia | 25:17  | 25:19  | 25:20  |        |        | 75:56   | Brasília | 11.524  |
| 21 de junho | Venezuela | 0–3    | Polônia   | 21:25  | 11:25  | 18:25  |        |        | 50:75   | Caracas  | 4.150   |

#### 3ª rodada
| Data        | Equipe #1 | Placar | Equipe #2 | 1º Set | 2º Set | 3º Set | 4º Set | 5º Set | Total   | Cidade  | Público |
| ----------- | --------- | ------ | --------- | ------ | ------ | ------ | ------ | ------ | ------- | ------- | ------- |
| 26 de junho | Finlândia | 3–2    | Venezuela | 19:25  | 26:24  | 24:26  | 25:13  | 27:25  | 121:113 | Tampere | 3.480   |
| 27 de junho | Polônia   | 0–3    | Brasil    | 23:25  | 22:25  | 10:25  |        |        | 55:75   | Lodz    | 11.850  |
| 27 de junho | Finlândia | 3–0    | Venezuela | 25:21  | 25:23  | 25:19  |        |        | 75:63   | Tampere | 3.165   |
| 28 de junho | Polônia   | 0–3    | Brasil    | 19:25  | 21:25  | 20:25  |        |        | 60:75   | Lodz    | 11.460  |

#### 4ª rodada
| Data       | Equipe #1 | Placar | Equipe #2 | 1º Set | 2º Set | 3º Set | 4º Set | 5º Set | Total   | Cidade  | Público |
| ---------- | --------- | ------ | --------- | ------ | ------ | ------ | ------ | ------ | ------- | ------- | ------- |
| 3 de julho | Finlândia | 0–3    | Brasil    | 19:25  | 15:25  | 23:25  |        |        | 57:75   | Tampere | 6.115   |
| 3 de julho | Polônia   | 3–0    | Venezuela | 25:15  | 25:22  | 25:20  |        |        | 75:57   | Wroclaw | 5.775   |
| 4 de julho | Finlândia | 3–2    | Brasil    | 22:25  | 23:25  | 25:22  | 25:22  | 17:15  | 112:109 | Tampere | 6.285   |
| 4 de julho | Polônia   | 3–1    | Venezuela | 27:29  | 25:14  | 25:21  | 25:22  |        | 102:86  | Wroclaw | 5.755   |

#### 5ª rodada
| Data        | Equipe #1 | Placar | Equipe #2 | 1º Set | 2º Set | 3º Set | 4º Set | 5º Set | Total  | Cidade  | Público |
| ----------- | --------- | ------ | --------- | ------ | ------ | ------ | ------ | ------ | ------ | ------- | ------- |
| 10 de julho | Finlândia | 3–1    | Polônia   | 25:21  | 25:18  | 22:25  | 28:26  |        | 100:90 | Tampere | 4.030   |
| 10 de julho | Venezuela | 0–3    | Brasil    | 15:25  | 12:25  | 17:25  |        |        | 44:75  | Caracas | 3.000   |
| 11 de julho | Finlândia | 3–0    | Polônia   | 25:18  | 25:22  | 25:22  |        |        | 75:62  | Tampere | 4.930   |
| 12 de julho | Venezuela | 0–3    | Brasil    | 23:25  | 32:34  | 19:25  |        |        | 74:84  | Caracas | 3.500   |

#### 6ª rodada
| Data        | Equipe #1 | Placar | Equipe #2 | 1º Set | 2º Set | 3º Set | 4º Set | 5º Set | Total   | Cidade         | Público |
| ----------- | --------- | ------ | --------- | ------ | ------ | ------ | ------ | ------ | ------- | -------------- | ------- |
| 15 de julho | Polônia   | 1–3    | Finlândia | 16:25  | 25:21  | 20:25  | 23:25  |        | 84:96   | Bydgoszcz      | 6.500   |
| 16 de julho | Polônia   | 3–2    | Finlândia | 29:27  | 20:25  | 25:16  | 22:25  | 15:9   | 111:102 | Bydgoszcz      | 6.173   |
| 18 de julho | Brasil    | 3–0    | Venezuela | 28:26  | 25:18  | 25:13  |        |        | 78:57   | Belo Horizonte | 17.645  |
| 19 de julho | Brasil    | 3–0    | Venezuela | 25:20  | 25:22  | 25:15  |        |        | 75:57   | Belo Horizonte | 17.645  |

## Fase final

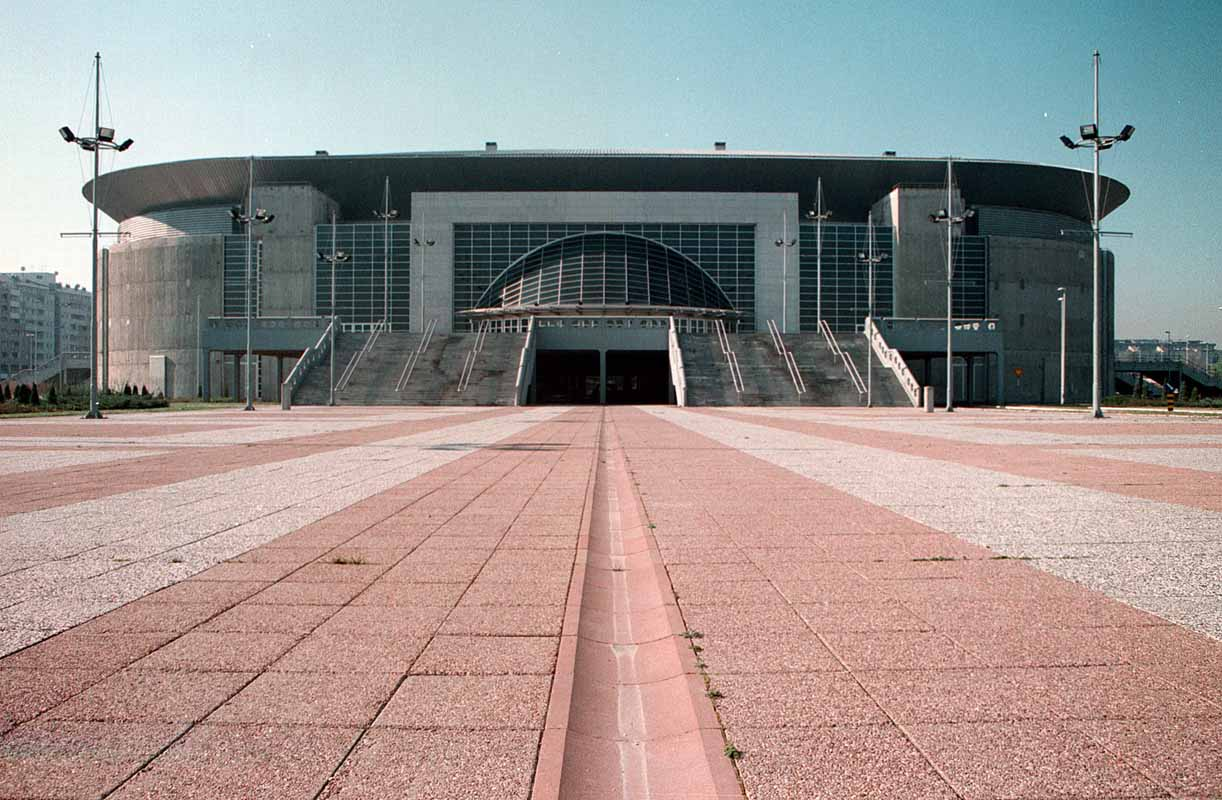
Beogradska Arena, sede das partidas da fase final

A fase final da Liga Mundial de 2009 foi disputada em Belgrado, capital da Sérvia entre os dias 22 e 26 de julho. Os campeões de cada grupo da fase intercontinental (4), o melhor segundo colocado dentre todos os grupos e o país sede da fase final (Sérvia) formaram as seis equipes que disputaram essa fase. Caso a Sérvia conquiste o grupo B, o vice-campeão do grupo avança à fase final.

### Países classificados
| País           | Classificação           |
| -------------- | ----------------------- |
| Sérvia         | País-sede da fase final |
| Estados Unidos | Campeão do Grupo A      |
| Argentina      | 2º colocado do Grupo B  |
| Cuba           | Campeão do Grupo C      |
| Brasil         | Campeão do Grupo D      |
| Rússia         | Melhor 2º colocado      |

### Grupo E
|     |                |     | Jogos | Jogos | Jogos | Pontos | Pontos | Pontos | Sets | Sets | Sets  |
| Pos | Equipe         | Pts | T     | V     | D     | V      | P      | R      | V    | P    | R     |
| --- | -------------- | --- | ----- | ----- | ----- | ------ | ------ | ------ | ---- | ---- | ----- |
| 1   | Sérvia         | 6   | 2     | 2     | 0     | 173    | 157    | 1.102  | 6    | 1    | 6,000 |
| 2   | Rússia         | 3   | 2     | 1     | 1     | 167    | 165    | 1.012  | 4    | 3    | 1.333 |
| 3   | Estados Unidos | 0   | 2     | 0     | 2     | 132    | 150    | 0.880  | 0    | 6    | 0,000 |

| Data        | Equipe #1      | Placar | Equipe #2      | 1º Set | 2º Set | 3º Set | 4º Set | 5º Set | Total | Cidade   | Público |
| ----------- | -------------- | ------ | -------------- | ------ | ------ | ------ | ------ | ------ | ----- | -------- | ------- |
| 22 de julho | Sérvia         | 3–0    | Estados Unidos | 25:20  | 25:23  | 25:22  |        |        | 75:65 | Belgrado | 10.340  |
| 23 de julho | Estados Unidos | 0–3    | Rússia         | 22:25  | 22:25  | 23:25  |        |        | 67:75 | Belgrado | 1.150   |
| 24 de julho | Rússia         | 1–3    | Sérvia         | 23:25  | 23:25  | 25:23  | 21:25  |        | 92:98 | Belgrado | 12.360  |

### Grupo F
|     |           |     | Jogos | Jogos | Jogos | Pontos | Pontos | Pontos | Sets | Sets | Sets  |
| Pos | Equipe    | Pts | T     | V     | D     | V      | P      | R      | V    | P    | R     |
| --- | --------- | --- | ----- | ----- | ----- | ------ | ------ | ------ | ---- | ---- | ----- |
| 1   | Brasil    | 6   | 2     | 2     | 0     | 173    | 141    | 1.227  | 6    | 1    | 6,000 |
| 2   | Cuba      | 3   | 2     | 1     | 1     | 178    | 193    | 0.922  | 4    | 4    | 1,000 |
| 3   | Argentina | 0   | 2     | 0     | 2     | 157    | 174    | 0.902  | 1    | 6    | 0.167 |

| Data        | Equipe #1 | Placar | Equipe #2 | 1º Set | 2º Set | 3º Set | 4º Set | 5º Set | Total | Cidade   | Público |
| ----------- | --------- | ------ | --------- | ------ | ------ | ------ | ------ | ------ | ----- | -------- | ------- |
| 22 de julho | Argentina | 1–3    | Cuba      | 22:25  | 25:22  | 24:26  | 24:26  |        | 95:99 | Belgrado | 1.000   |
| 23 de julho | Cuba      | 1–3    | Brasil    | 18:25  | 25:23  | 17:25  | 19:25  |        | 79:98 | Belgrado | 750     |
| 24 de julho | Brasil    | 3–0    | Argentina | 25:20  | 25:22  | 25:20  |        |        | 75:62 | Belgrado | 1.160   |

### Semifinais
| Data        | Equipe #1 | Placar | Equipe #2 | 1º Set | 2º Set | 3º Set | 4º Set | 5º Set | Total | Cidade   | Público |
| ----------- | --------- | ------ | --------- | ------ | ------ | ------ | ------ | ------ | ----- | -------- | ------- |
| 25 de julho | Brasil    | 3–0    | Rússia    | 25:17  | 25:21  | 25:21  |        |        | 75:59 | Belgrado | 4.600   |
| 25 de julho | Sérvia    | 3–1    | Cuba      | 18:25  | 25:13  | 25:21  | 27:25  |        | 95:84 | Belgrado | 14.800  |

### Disputa pelo 3º lugar
| Data        | Equipe #1 | Placar | Equipe #2 | 1º Set | 2º Set | 3º Set | 4º Set | 5º Set | Total | Cidade   | Público |
| ----------- | --------- | ------ | --------- | ------ | ------ | ------ | ------ | ------ | ----- | -------- | ------- |
| 26 de julho | Rússia    | 3–0    | Cuba      | 25:13  | 26:24  | 25:16  |        |        | 76:53 | Belgrado | 4.200   |

### Final
| Data        | Equipe #1 | Placar | Equipe #2 | 1º Set | 2º Set | 3º Set | 4º Set | 5º Set | Total   | Cidade   | Público |
| ----------- | --------- | ------ | --------- | ------ | ------ | ------ | ------ | ------ | ------- | -------- | ------- |
| 26 de julho | Brasil    | 3–2    | Sérvia    | 22:25  | 25:23  | 25:22  | 23:25  | 15:12  | 110:107 | Belgrado | 22.680  |

## Estatísticas por fundamento

### Fase intercontinental
| Posição | Jogador              | Pontos |
| ------- | -------------------- | ------ |
| 1       | FIN Mikko Oivanen    | 220    |
| 2       | FRA Antonin Rouzier  | 204    |
| 3       | BUL Matey Kaziyski   | 187    |
| 4       | ITA Cristian Savani  | 186    |
| 5       | BUL Vladimir Nikolov | 185    |

| Posição | Jogador              | Aproveitamento (%) |
| ------- | -------------------- | ------------------ |
| 1       | ITA Michal Lasko     | 54,12              |
| 2       | ITA Cristian Savani  | 53,29              |
| 3       | VEN Luis Díaz        | 50,48              |
| 4       | CHN Chen Ping        | 49,66              |
| 5       | JPN Tatsuya Fukuzawa | 49,65              |

| Posição | Jogador                    | Média de pontos por set |
| ------- | -------------------------- | ----------------------- |
| 1       | POL Marcin Możdżonek       | 0,95                    |
| 2       | SRB Marko Podraščanin      | 0,70                    |
| 3       | ITA Andrea Sala            | 0,68                    |
| 4       | USA David Lee              | 0,67                    |
| 5       | CUB Roberlandy Simón Aties | 0,66                    |

| Posição | Jogador            | Média de pontos por set |
| ------- | ------------------ | ----------------------- |
| 1       | CUB Wilfredo León  | 0,47                    |
| 2       | BUL Matey Kaziyski | 0,43                    |
| 3       | USA Evan Patak     | 0,38                    |
| 4       | BRA Murilo Endres  | 0,32                    |
| 5       | BRA Lucas Saatkamp | 0,32                    |

| Posição | Jogador                 | Média de defesas por set |
| ------- | ----------------------- | ------------------------ |
| 1       | BRA Sérgio Dutra Santos | 2,73                     |
| 2       | FIN Pasi Hyvärinen      | 2,60                     |
| 3       | NED Jelte Maan          | 2,05                     |
| 4       | ITA Loris Manià         | 1,98                     |
| 5       | KOR Yeo Oh-Hyun         | 1,90                     |

| Posição | Jogador             | Levantamentos por set |
| ------- | ------------------- | --------------------- |
| 1       | FIN Mikko Esko      | 6,96                  |
| 2       | BRA Bruno Rezende   | 6,78                  |
| 3       | JPN Daisuke Usami   | 5,91                  |
| 4       | POL Grzegorz Lomacz | 5,73                  |
| 5       | FRA Pierre Pujol    | 5,68                  |

| Posição | Jogador                 | Aproveitamento (%) |
| ------- | ----------------------- | ------------------ |
| 1       | KOR Yeo Oh-Hyun         | 62,30              |
| 2       | BRA Murilo Endres       | 58,26              |
| 3       | BRA Sérgio Dutra Santos | 57,14              |
| 4       | FIN Olli Kunnari        | 56,90              |
| 5       | FIN Pasi Hyvärinen      | 55,85              |

| Posição | Jogador                 | Média de recepções por set |
| ------- | ----------------------- | -------------------------- |
| 1       | FIN Pasi Hyvärinen      | 6,17                       |
| 2       | KOR Yeo Oh-Hyun         | 6,10                       |
| 3       | BRA Sérgio Dutra Santos | 5,56                       |
| 4       | POL Krzysztof Ignaczak  | 5,20                       |
| 5       | VEN Joel Silva          | 4,50                       |

### Fase final
| Posição | Jogador              | Pontos |
| ------- | -------------------- | ------ |
| 1       | SRB Ivan Miljkovic   | 88     |
| 2       | BRA Leandro Vissotto | 71     |
| 3       | CUB Wilfredo León    | 56     |
| 4       | BRA Murilo Endres    | 51     |
| 5       | CUB Roberlandy Simón | 50     |

| Posição | Jogador              | Aproveitamento (%) |
| ------- | -------------------- | ------------------ |
| 1       | CUB Roberlandy Simón | 52,38              |
| 2       | RUS Yury Berezhko    | 48,91              |
| 3       | BRA Leandro Vissotto | 48,03              |
| 4       | SRB Ivan Miljkovic   | 47,90              |
| 5       | ARG Guillermo García | 47,06              |

| Posição | Jogador              | Média de pontos por set |
| ------- | -------------------- | ----------------------- |
| 1       | USA David Lee        | 1,33                    |
| 2       | CUB Roberlandy Simón | 0,80                    |
| 3       | BRA Lucas Saatkamp   | 0,67                    |
| 4       | SRB Nikola Grbic     | 0,63                    |
| 5       | ARG Gustavo Scholtis | 0,57                    |

| Posição | Jogador                  | Média de pontos por set |
| ------- | ------------------------ | ----------------------- |
| 1       | CUB Wilfredo León        | 0,67                    |
| 2       | BRA Gilberto Godoy Filho | 0,53                    |
| 3       | RUS Maxim Mikhaylov      | 0,46                    |
| 4       | ARG Gabriel Arroyo       | 0,43                    |
| 5       | BRA Thiago Soares Alves  | 0,40                    |

| Posição | Jogador                  | Média de defesas por set |
| ------- | ------------------------ | ------------------------ |
| 1       | RUS Alexey Verbov        | 2,62                     |
| 2       | BRA Sérgio Dutra Santos  | 1,80                     |
| 3       | RUS Yury Berezhko        | 1,62                     |
| 4       | BRA Gilberto Godoy Filho | 1,60                     |
| 5       | SRB Ivan Miljkovic       | 1,44                     |

| Posição | Jogador                | Levantamentos por set |
| ------- | ---------------------- | --------------------- |
| 1       | SRB Nikola Grbic       | 7,13                  |
| 2       | RUS Sergey Grankin     | 6,85                  |
| 3       | CUB Raydel Hierrezuelo | 4,87                  |
| 4       | ARG Luciano de Cecco   | 4,14                  |
| 5       | BRA Bruno Rezende      | 4,07                  |

| Posição | Jogador                 | Aproveitamento (%) |
| ------- | ----------------------- | ------------------ |
| 1       | BRA Sérgio Dutra Santos | 54,88              |
| 2       | CUB Keiber Gutiérrez    | 52,00              |
| 3       | USA Sean Rooney         | 50,00              |
| 4       | BRA Murilo Endres       | 47,32              |
| 5       | RUS Alexey Verbov       | 46,34              |

| Posição | Jogador                 | Média de recepções por set |
| ------- | ----------------------- | -------------------------- |
| 1       | RUS Alexey Verbov       | 5,92                       |
| 2       | CUB Keiber Gutiérrez    | 5,33                       |
| 3       | BRA Sérgio Dutra Santos | 5,13                       |
| 4       | USA Richard Lambourne   | 4,00                       |
| 5       | SRB Nikola Rosic        | 3,88                       |

## Classificação final
| Campeão | Vice-campeão | Terceiro lugar |
| Brasil Bruno Rezende · Raphael Vieira · Éder Carbonera · Leandro Araújo da Silva · Sidnei dos Santos Jr. · Leandro Vissotto · Gilberto Godoy Filho · Murilo Endres · Leonardo Cruz de Miranda · Sérgio Dutra Santos · Thiago Soares Alves · João Paulo Tavares · Tiago Barth · Rodrigo Santana · Rodrigo Nascimento Pinto · Lucas Saatkamp · Marlon Muraguti Yared · João Paulo Bravo · Mário Pedreira Júnior | Sérvia Nikola Kovacevic · Goran Maric · Novica Bjelica · Bojan Janic · Vlado Petkovic · Milos Terzic · Dragan Stankovic · Marko Samardzic · Nikola Grbic · Milos Nikic · Mihajlo Mitic · Andrija Geric · Tomislav Dokic · Ivan Miljkovic · Sasa Starovic · Nemanja Petric · Borislav Petrovic · Marko Podrascanin · Nikola Rosic | Rússia Vladimir Melnik · Semen Poltavskiy · Evgeny Sivozhelez · Dmitriy Muserskiy · Pavel Abramov · Sergey Grankin · Alexey Kazakov · Sergey Tetyukhin · Alexey Cheremisin · Yury Berezhko · Oleg Samsonychev · Aleksandr Butko · Denis Kalinin · Anton Astashenkov · Alexander Volkov · Alexey Verbov · Maxim Mikhaylov · Alexey Kuleshov · Alexander Yanutov |

| 4  | Cuba           |
| 5  | Argentina      |
| 6  | Estados Unidos |
| 7  | Itália         |
| 8  | Finlândia      |
| 9  | França         |
| 10 | Bulgária       |
| 11 | Polônia        |
| 12 | Países Baixos  |
| 13 | China          |
| 14 | Coreia do Sul  |
| 15 | Japão          |
| 16 | Venezuela      |

## Prêmios individuais
| MVP (Most Valuable Player) | Sérgio Dutra Santos | Brasil |
| Melhor atacante            | Roberlandy Simon    | Cuba   |
| Melhor bloqueio            | Roberlandy Simon    | Cuba   |
| Melhor saque               | Wilfredo León       | Cuba   |
| Melhor líbero              | Alexey Verbov       | Rússia |
| Melhor levantador          | Nikola Grbić        | Sérvia |
| Maior pontuador            | Ivan Miljković      | Sérvia |